# Betanzos (comarca)
Betanzos è una comarca della Spagna, situata nella comunità autonoma di Galizia ed in particolare nella provincia della Coruña.